# Polycyrtus amoenus
Polycyrtus amoenus là một loài tò vò trong họ Ichneumonidae.